# لوخوم
لوخوم (به آلمانی: Lochum) یک شهر در آلمان است که در وستروالدکرایس واقع شده‌است. لوخوم ۳۳۳ نفر جمعیت دارد.